# Lluís de Cardona i de Queralt
Lluís de Cardona-Rocabertí i de Queralt (? - abans de 1598) era fill de Lluís de Cardona i de Rocabertí, baró de Vilaür, Verges i Sant Mori, i de la seva primera esposa, Jerònima de Queralt i de Luna.
Sabem que residí a Girona. A la seva mort, s'originà un conflicte entre el seu germà i el seu fill Joan (encara pubill) per la propietat de la Baronia de Sant Mori.